# Troublizing
| Recensione    | Giudizio |
| ------------- | -------- |
| AllMusic      | [ 1 ]    |
| Rolling Stone | [ 2 ]    |

Troublizing è il sesto album di Ric Ocasek, pubblicato nel 1997 dall'etichetta discografica Sony Music.

## Il disco
È stato co-prodotto Billy Corgan frontman degli Smashing Pumpkins.
La band scelta da Ocasek per registrare l'album è composta da tutti musicisti di gruppi per i quali ha lavorato come produttore: Melissa Auf der Maur delle Hole, Ira Elliot dei Nada Surf e Brian Baker dei Bad Religion, oltre che dal suo ex collega dei Cars ed amico Greg Hawkes. Corgan ha anche scritto per lui il brano Asia Minor. È proprio la Auf der Maur a giocare il ruolo più intrigante. Ha chiesto di aggiungere i suoi cori ed il risultato, in alcuni brani come Hang on Tight e The Next Right Moment, conferisce al progetto una certa gioiosità.

## Tracce
Testi e musiche di Ric Ocasek, eccetto dove indicato.
1. The Next Right Moment – 4:21
2. Hang on Tight – 4:55
3. Crashland Consequence – 4:08
4. Troublizing – 4:10
5. Not Shocked – 3:17
6. Situation – 3:48
7. Fix on You – 3:01
8. People We Know – 3:37
9. Here We Go – 4:26
10. Society Trance – 4:34
11. Asia Minor – 3:02 (B. Corgan)

## Formazione
Hanno partecipato alle registrazioni, secondo le note dell'album:
Musicisti
- Ric Ocasek – voce, chitarra, tastiere
- Billy Corgan – chitarra nelle tracce 1, 3, 6, 7, 8, 11; tastiere e cori nelle tracce 3, 6, 8, 11
- Brian Baker – chitarra nelle tracce 1, 2, 4, 5, 9, 10
- Greg Hawkes – tastiere nelle tracce 1, 2, 4, 5, 9
- Melissa Auf der Maur – basso, cori eccetto nelle tracce 8, 11
- Ira Elliot – batteria nelle tracce 1, 4, 5, 9, 10
- Matt Walker – batteria nelle tracce 2, 3, 6, 7, 8

Tecnici
- Ric Ocasek – produzione
- Billy Corgan – coproduzione nelle tracce 3, 6, 7, 8, 11
- Neil Perry – ingegneria del suono
- Ron Saint Germain - ingegneria del suono
- Michael Barbiero – missaggio
- George Marino – mastering